# Де-Метц, Георгий Георгиевич
Георгий Георгиевич Де-Метц (20 мая 1861 — 9 марта 1947) — российский и советский физик, доктор физики (1891), ординарный профессор (1913), декан физико-математического факультета (1913—1917) и ректор киевского Императорского университета Св. Владимира (1917), один из организаторов и ректор Киевского политехнического института (1919), ректор Кубанского государственного университета (1921).

## Биография
Родился 8 (20) мая 1861 года в Одессе в семье инженера — бельгийского подданного Георгия де-Метца и русской дворянки Ольги Константиновны Травиной. Среднее образование получил в Николаевской Александровской гимназии, которую окончил в 1881 году с золотой медалью. Осенью того же года Де-Метц поступил на математическое отделение физико-математического факультета Императорского Новороссийского университета, где занялся изучением физики.
По окончании курса на физико-математическом факультете Новороссийского университета (1885), был оставлен при университете для приготовления к профессорскому званию и командирован (1885—1887) в Страсбургский университет, где занимался у профессора А. Кундта. По возвращении в Россию был определён лаборантом при кафедре физики в Новороссийском университете. 
В 1888 году получил звание приват-доцента. В 1889 году защитил на степень магистра диссертацию: «Механические свойства масл и коллоидов», а в 1891 году — диссертацию на степень доктора физики: «Об абсолютной сжимаемости ртути и стекла». С 1892 года — экстраординарный профессор Киевского университета Св. Владимира, с 1896 года — ординарный профессор. С осени 1896 года Де-Метц работал в комитете по созданию Киевского политехнического института и в 1898 году получил в нём должность ординарного профессора кафедры физики. 
В 1911 году произведён в статские советники. Был награждён орденами: Св. Станислава 1-й ст. (1917), 2-й ст. (1900) и 3-й ст. (1891); Св. Владимира 3-й ст. (1914 и 4-й ст. (1908); Св. Анны 2-й ст. (1904) и 3-й ст. (1900).
В 1919—1920 годах он занимал должность ректора Киевского политехнического института.
В 1934-1947 годах Де-Метц — заведующий кафедрой Киевского педагогического института.
Всю свою научную жизнь Де-Метц занимался научными исследованиями в области тепловых явлений и радиоактивности. С 1906 года под редакцией де-Метца вышел научно-популярный журнал «Физическое обозрение». В числе научных статей Де-Метца: «X лучи Рентгена и их приложение к медицине» («Архив патологии», 1896), «Электрические токи высокого направления и их действие на организм» (1896), «Определение механического эквивалента тепла» («Вестник опытной физики и элем. математики», 1892), «Опыты Тесла с переменными токами» (1893), «Двойное лучепреломление во вращающихся жидкостях». («Журн. Рус. Физ.-Хим. Общ.», 1887), «Тройная радуга» (1888), «Определение ускорения силы тяжести с помощью машины Атвуда» (1895), «Фотография внутри круксовой трубки» (1896), «Случайное двойное преломление света в жидкостях» (1902), «Аномальная дисперсия света в её фактах и теориях» («Зап. Новорос. Унив.», 1885), «Цветная фотография» («Физическое Обозрение», 1905), «Двойное лучепреломление жидкостей, помещённых в магнитном поле» (1906). Ряд его статей был напечатан в журналах: «Comptes rendus de l’Academie de Paris» и «Wiedemanns Annalen der Physik und Chemie».
Умер в Киеве 9 марта 1947 года. Похоронен на Лукьяновском кладбище.